# 北阪昌人
北阪 昌人（きたさか まさと、1963年1月18日 - ）は、日本のラジオドラマ脚本家、作家。日本放送作家協会会員・日本脚本家連盟会員。

## 略歴
大阪府生まれ。学習院大学文学部ドイツ文学科卒業。1998年に「水の行方」で第26回NHK創作ラジオドラマ脚本懸賞入選。8時間23分31秒の「世界でいちばん長いラジオドラマ」としてギネスに認定された。
「NISSAN あ、安部礼司 〜 beyond the average 〜」をはじめ、「AKB48の"私たちの物語"」や「ラジオシアター～文学の扉～」、「Sound Library ～世界にひとつだけの本」など、ラジオドラマの脚本・構成を中心に1500作品以上手掛けるラジオドラマ界の第一人者。
著書に「ラジオドラマ脚本入門」などがある。

## 主な作品
※特記がない限り脚本担当

### ラジオドラマ脚本・脚色・構成
現在
- NISSAN あ、安部礼司 〜 beyond the average 〜（2006年～、TOKYO-FM）
- Sound Library ～世界にひとつだけの本（2010年～、TOKYO-FM）
- おうちのはなし（2021年〜TOKYO FM）
- 三丁目バス停前の珈琲店～金沢雅美と家族のかたち～（2023年～、TBSラジオ）
- ラジドラBOX（2019年～、AuDee）監修
- “絆”のコミュニティ（2021年～、InterFM897）

過去
- FMシアター、 青春アドベンチャー、新日曜名作座、AKB48の"私たちの物語"（NHK-FM）
- ラジオシアター〜文学の扉（2015年〜2021年、 TBSラジオ）
- 森山良子の月と砂漠の幻想（2018年、TOKYO-FM）
- MY OLYMPIC STORY（2018年〜2021年、TOKYO FM ・JFN 38局）
- 平原綾香のハラホロシアター（2018年～2023年、エフエム大阪）
- クロスオーバーイレブン（2019年、NHK FM）
- 昌人と和人のラジオの達人(2019年〜2022年、ワロップ放送局）脚本・パーソナリティ
- ブッダのように私は死んだ（2020年、 ニッポン放送）
- 恋愛成仏レストラン（2020年~2022年、ラジオクラウド）
- 稲村ジェーン2021～それぞれの夏～（2021年、TOKYO-FM）
- 銀座の神様～小林亜星との日々（2021年、TOKYO-FM）
- 妄想ロケットカンパニー　(2021年、AuDee）
- 眠れる森の美しいモノたち（2022年、TOKYO-FM）
- Batman 葬られた真実（2022年、Spotify・ニッポン放送）
- 記憶の箱舟（2023年、東北放送）
- しまね「ただいま」と「おかえり」の物語（2023年、FM山陰）
- 林檎の樹の下で眠るとき　ヴォイス・オブ・ザ・ピープル　～戦争語彙集～（2023年、TOKYO FM）構成
- 『再会』～自分に向き合うとき～（2023年、AuDee）
- 川崎市市制100周年サウンドストーリー「私の、川崎」（2024年、AuDee）
- yes！～明日への便り（2015年～2025年、TOKYO FM）
- JFNスペシャル2025山下達郎50thアニバーサリー SUGAR BABE『SONGS』 ～50年後の僕たちは～ （2025年）構成・脚本
- yes! ～明日への便り～プレミアム『医学に貢献したレジェンドたちのyes!』presented by ホクトプレミアム霜降りひらたけ（2025年）作・構成

### テレビ番組構成・脚本
- 第17回わが心の大阪メロディー（2017年、NHK）構成
- うたコン（2017年～2019年、NHK）構成
- 六本松愛し方改革（2018年、NHK福岡）脚本
- となりのマサラ（2020年、NHK福岡）脚本
- シン・にっぽん聴こう！（2022年、NHK Eテレ）構成

### 映画・舞台・コンサート・朗読劇
映画
- 「精霊流し」（2003年）脚本協力

舞台
- 「水の行方」（2001年）脚本・演出
- 「鉄道員」（2013年）
- 「さくら、降るとき」（2014年）
- 高汐巴「ショパンとジョルジュサンド ノクターン~帰らざる日々」（2021年）、「だれがオバンやねん！」（2023年）

コンサート
- 渡辺美里「秋の美里まつり」（2013年）
- 綿引さやか「森ノ音、風ノ声」（2015年）
- 辛島美登里「Christmas Concert 冬の絵本」
- 石丸由佳「りゅーとびあ オルガン・クリスマス コンサート」

朗読劇
- TOKYO READING CIRCUS 1st stage「5-Five！-」 (2021年）
- 季節の朗読シリーズ 第2回 秋の朗読劇「絆」（2022年）

### 雑誌・ウェブ
- 「路地裏のよろめき」（2015年〜2024年、ナビブラ神保町）

- 月刊誌PHP「あの日の駄菓子」（2017年～2020年）、「ランドマークの面影」（2022年、PHP研究所）

- ひととき 「ミズノオト」（2018年〜2020年）、「あの日の音」（2021年～2024年、ウェッジ社）文・イラスト

- 月刊ドラマ「ラジオドラマ脚本入門」（2013年～2015年）、「ラジオドラマ脚本講座」（2015年～2023年、映人社）

- 「私の東京物語」（2023年、東京新聞）エッセイ

### 書籍
- 世界にひとつだけの本（2011年、PHP研究所）

- えいたとハラマキ（2012年、小学館）日本図書館協会選定図書認定
- 心がギュッと強くなる本 大切な人への手紙23通（2012年、PHP研究所）
- ラジオドラマ脚本入門（2015年、映人社）
- 「わたし」と平成 激動の時代の片隅で（2019年、フィルムアート社）
- 思い出ごはん（2023年、PHP文芸文庫）

### その他
- とくしま事前復興シンポジウム「令和6年度 防災ラジオドラマ シナリオコンテスト」審査員トークショー出演（2025年、「防災ラジオドラマ」制作実行員会）

## 受賞歴
- 1998年‐第26回創作ラジオドラマ脚本懸賞入選「水の行方」脚本
- 2007年‐第62回文化庁芸術祭ラジオドラマ部門優秀賞・第44回ギャラクシー賞ラジオ部門選奨「プラットホーム」脚本
- 2010年‐ 第48回ギャラクシー賞ラジオ部門奨励賞「Sound Library～世界にひとつだけの本」脚本
- 2013年‐ギネス世界記録 世界でいちばん長いラジオドラマ 8時間23分31秒「NISSAN あ、安部礼司」脚本[4]
- 2014年‐第51回ギャラクシー賞ラジオ部門選奨「前略倉本聰様～小山薫堂からの贈りもの」[5]構成
- 2015年‐平成27年度日本民間連盟放送賞ラジオエンターテインメント部門優秀賞「夢の行方」[6]構成
- 2016年‐ 第53回ギャラクシー賞ラジオ部門選奨「ライターのつぶやき～河北新報の5年」[7]脚本・構成
- 2016年‐ 同　奨励賞「ポップコーン・オン・ザ・ギンザ1945-1952」[7]脚本
- 2018年‐第55回ギャラクシー賞ラジオ部門入賞・平成30年日本民間放送連盟賞 ラジオ教養番組優秀賞　エフエム徳島・TOKYO FM共同制作 鳴門第九アジア初演100周年記念企画 ドキュメンタリードラマ「歓喜の歌が響く街～第九の里・徳島県鳴門市の奇跡」[8]脚本・構成
- 2020年‐国際ドラマフェスティバル in TOKYO 東京ドラマアワード部門ローカル・ドラマ賞　NHK福岡テレビ制作ドラマ「となりのマサラ」[9]脚本
- 2021年‐第60回ACC TOKYO CREATIVITY AWARDSラジオ&オーディオ広告部門入賞　旅ルミネ「聴いて旅する幕の内 おととめし」[10]構成・脚本
- 2021年‐第58回ギャラクシー賞ラジオ部門奨励賞　ニッポン放送「ブッダのように私は死んだ」[11]脚本
- 2022年‐第24回アジア太平洋広告祭(ADFEST 2022)メディア部門シルバー賞・オーディオ部門ブロンズ賞　旅ルミネ「聴いて旅する幕の内 おととめし」[12]構成・脚本
- 2023年‐山陰広告賞2023ラジオ部門金賞　TOKYO FM×JFN オリジナルドラマ「『変身』～あなたに伝えられること」
- 2023年‐山陰広告賞2023ラジオ部門金賞　FM山陰ラジオCM「しまね「ただいま」と「おかえり」の物語 石見神楽篇・島の汽笛篇・宍道湖篇」[13]脚本
- 2023年‐第60回ギャラクシー賞ラジオ部門奨励賞　東北放送開局70周年記念番組　tbcラジオドラマスペシャル「記憶の箱舟」[14]脚本
- 2025年-2025年ＪＦＮ企画部門・大賞 FM新潟／特別番組 株式会社コロナ Presents「未来へ続く太陽の光」[15]構成・脚本